# Cumbre de Alaska

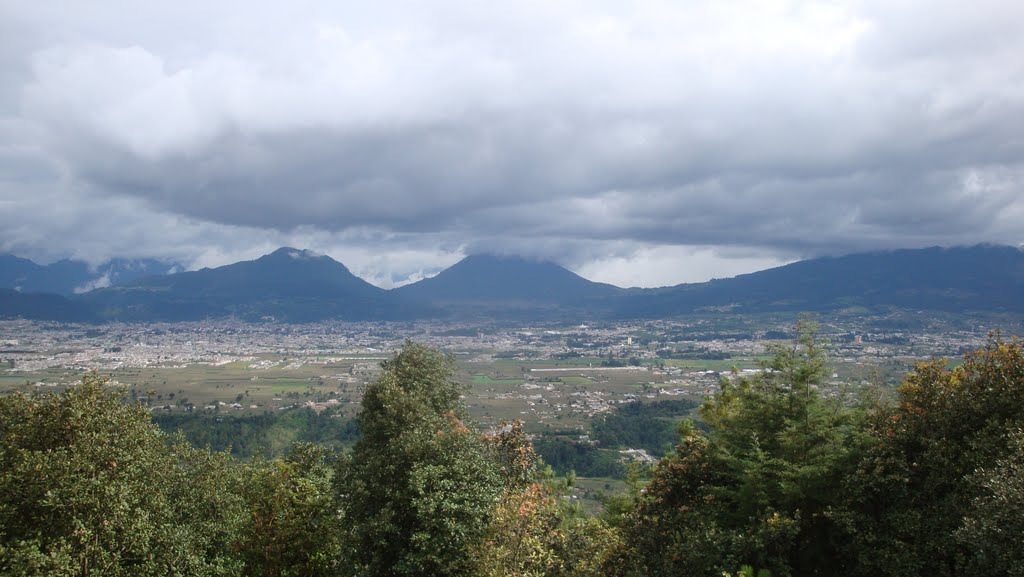
Cumbre de Alaska

La cumbre de Alaska  es una cumbre que se encuentra situada entre las ciudades de Totonicapán y Sololá en Guatemala. Tiene una altura de aproximadamente 3015 metros sobre el nivel de mar. 

## Ubicación
La Cumbre de Alaska, es paso de la Carretera Interamericana aproximadamente al kilómetro 170 hacia el departamento de Quetzaltenango. Pertenece al municipio de Santa Catarina Ixtahucán,Sololá